# Festival national des sports du Japon

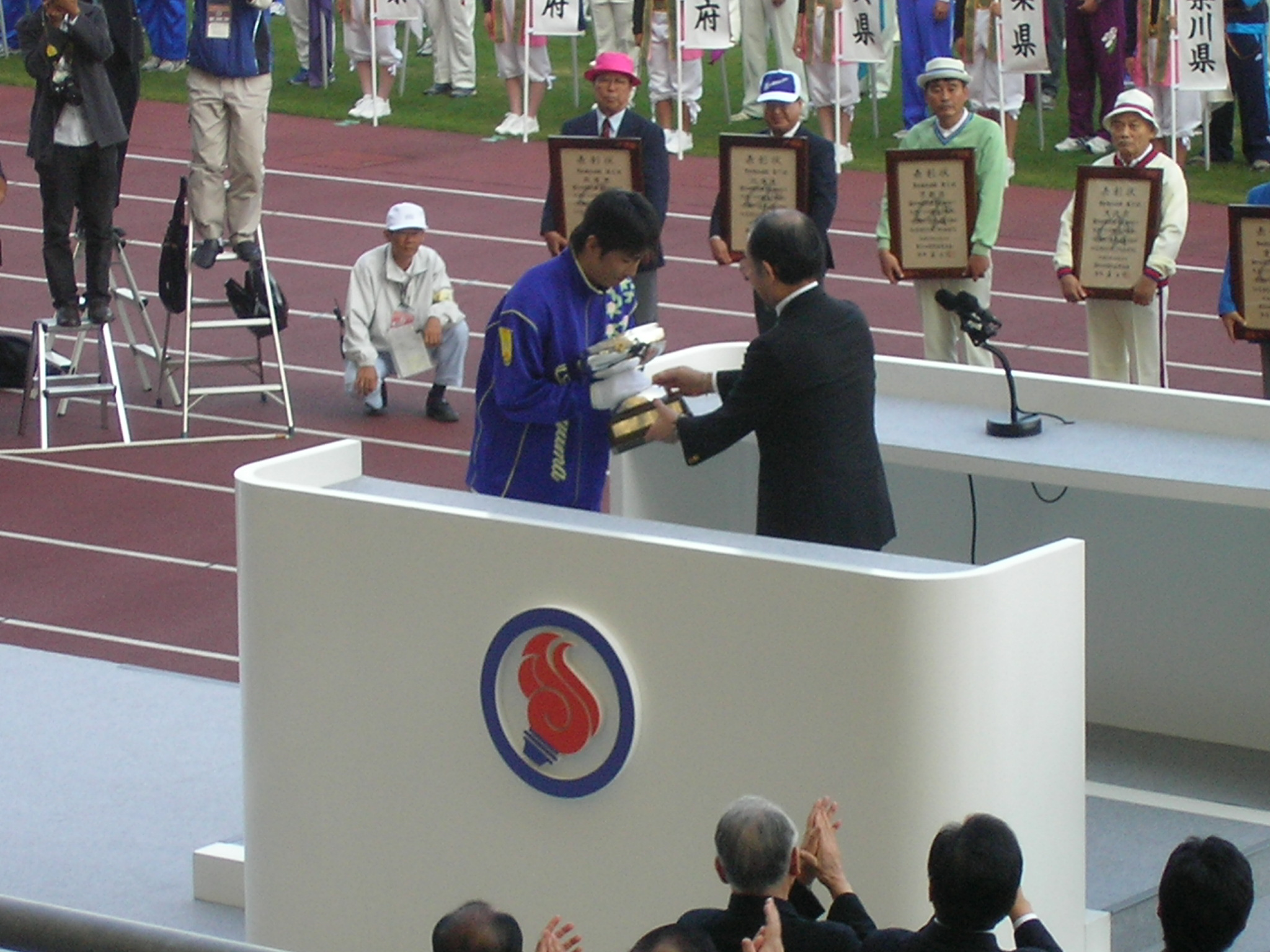
Remise de la coupe de l'Empereur à la préfecture d'Okayama lors de la cérémonie de clôture du 60e festival national des Sports en 2005.

Le festival national des sports du Japon (国民体育大会, Kokumin Taiiku Taikai) est le principal événement sportif du Japon. Il met en compétition les différentes préfectures du Japon à travers de multiples sports tout au long de l'année. Créé en 1946, au lendemain de la Seconde Guerre mondiale, il est souvent surnommé Kokutai (国体) par les Japonais.

## Aperçu

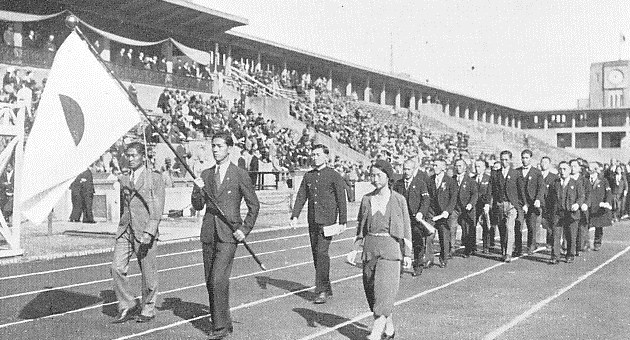
Les Jeux du sanctuaire Meiji (ici en 1933) sont la première compétition multi-sportive nationale du Japon. En cela, ils sont l'ancêtre de l'actuel festival national des Sports du Japon.

L'ancêtre de l'actuel festival national des sports est les Jeux du sanctuaire Meiji qui existèrent de 1924 à 1942. En 1946, la nouvelle compétition est créée avec un tournoi d'été centré sur la natation et un tournoi d'automne centré sur l'athlétisme, cependant, lors du 61e festival national des Sports de 2006, les deux tournois ont été combinés. Le 20 décembre 2006, l'association sportive japonaise (ja), en qualité de comité du tournoi, décide que la natation serai tenue avant la mi-septembre à partir du 64e festival de 2009, mais cela prend réellement effet au 63e festival de 2008. Cela prend en compte les conditions particulières d'organisation des épreuves de natation. De plus, le tournoi de golf se déroule désormais plus tôt dans le programme. Lors du 56e festival de 2001, des compétitions pour handicapés apparaissent.
Chaque festival se déroule dans une seule préfecture sélectionnées à travers les sports suivants :
- Les tournois de patinage et de hockey sur glace incluent le patinage artistique, le patinage de vitesse, le patinage de vitesse sur piste courte, et le hockey sur glace.
- Les tournois de ski incluent le slalom géant, le saut à ski, le combiné nordique, le ski de fond, et le ski de bosses.
- le tournoi d'automne inclut la natation, le water polo, le bowling, le football, l'athlétisme, le judo, le kendō, l'escrime, la lutte, l'alpinisme, le volley-ball, le basket-ball, le softball (pour adultes), et le baseball (pour lycéens - hardball et softball). Quand les tournois d'automne sont tenus séparément, la natation, le water polo, le bowling et la football ont lieu lors du tournoi d'été.
- De plus, à partir du 43e festival de 1988, des spectacles de démonstrations sportives (appelés DSG (デモスポ行事, Demo Supo Gyōji?)) ont également lieu. Les participants sont des personnes représentant la préfecture où elles vivent, travaillent ou étudient, et comprennent de nombreuses communautés sportives actives.

Durant le festival, les changements de classement officiels après décompte du nombre de points gagnés sont la somme total des quatre tournois. Les préfectures les mieux notées pour les hommes et les femmes sont récompensées de la coupe de l'Empereur. Les mieux notées uniquement pour les femmes sont récompensées de la coupe de l'Impératrice.
À l'origine, les tournois d'été et d'automne devaient toujours se tenir dans la région du Kansai, mais après le premier festival de 1946, la préfecture d'Ishikawa a l'opportunité d'accueillir le second festival. L'attribution du statut de préfecture hôte est depuis tournant dans tout le Japon.

### Épreuves de qualifications et classes d'âge
- Les épreuves de qualifications diffèrent selon les disciplines mais en règle générale, les participants doivent être plus âgés (ou avoir l'âge) de la troisième année du lycée junior. Les lycéens de la troisième année sont autorisés à participer depuis le 43e festival de 1988.
- Les classes d'âge diffèrent également selon les disciplines mais les règles générales pour la natation et l'athlétisme sont les suivantes. D'autres disciplines ont les mêmes règles.
  - B (jeunes) : Âgé de 16 ans avant le 2 avril, ou âgé de 14 ans au 1er avril avant le début du tournoi. Il s'agit des écoliers en troisième année de lycée junior et ceux en cinquième année de lycée.
  - A (jeunes) : Âgé de 18 ans avant le 2 avril, ou âgé de 16 ans au 1er avril avant le début du tournoi. Il s'agit des écoliers en seconde et troisième année de lycée.
  - Adultes : Âgé de 18 ans le 1er avril avant le début du tournoi.
- À une occasion, il a existé une classe d'âge séparée pour les professeurs de sport en plus de celle pour les adultes. En athlétisme, il y a toujours une règle qui stipule qu'il doit y avoir au moins un participant qui est professeur de sport ou la participation de toute l'équipe est invalidée.
  - En préparation des épreuves du festival, les préfectures recrutent massivement du personnel enseignant en sport et le réduise après l'événement. Hiromi Taniguchi, autrefois promis à une carrière d'enseignant après l'université, n'a pas faire ce métier en raison des trop courtes vacances au lendemain immédiat du festival de Miyazaki[1]. De plus, après l'annulation de la classe d'âge des professeurs de sport, un tournoi national indépendant a été créé.
- Jusqu'au 59e festival de 2004, les adultes pouvaient représenter la préfecture où ils vivaient ou travaillaient. Cependant, l'année suivante marque la création du « système de ville natale » pour les athlètes.
  - Cela signifie que les participants ne peuvent représenter que des régions où ils ont été scolarisés au lycée. En conséquence, il y eut une augmentation du nombre d'« athlètes natifs », principalement pour les épreuves individuelles.
  - À partir de la révision des règles en 2011, les participants vivant à l'étranger sont autorisés à représenter leurs villes natales. Kosuke Kitajima, qui vivait aux États-Unis, représente Tokyo au 68e festival de 2013.
- En 2005, la participation d'athlètes professionnels est autorisé[2]. Ainsi, une sélection d'athlètes professionnels est présente aux festivals depuis.
  - Cependant, comme condition, parmi les sports qui ne sont pas dirigés par l'association sportive japonaise (ja), l'appréciation des juges est confiée à chacune des fédérations sportives respectives.
- En 2006, les étrangers vivant au Japon sont autorisés à participer, par exemple des lycéens présents dans les écoles japonaises (la décision est prise par la fédération de chaque sport).

### Logo du festival
La logo apparaît la première fois au 2e festival de 1947. Il représente une torche rouge inclinée à 30° sur la droite, entourée d'un obi bleu.

### Cérémonie d'ouverture
Depuis le 2e festival de 1947, la chanson Wakai Chikara (若い力, « Jeunesse forte »), écrite par Takao Saeki et composée par Shinichi Takada, est jouée aux cérémonies d'ouverture et de clôture de tous les événements sportifs importants. Elle est également jouée si l'empereur et l'impératrice sont tous les deux dans l'assistance. Au tournoi d'automne, il y a un relais de torche et la flamme brûle jusqu'à la cérémonie de clôture. Autrefois, il y avait également une cérémonie d'ouverture au tournoi d'hiver mais après les changements de 2010, elle est devenue une cérémonie plus petite et simple.
La torche, qui est inspirée de l'exemple de la flamme olympique, apparaît pour la première fois au 5e festival de 1950, et le relais de torche au 12e festival de 1957. Depuis le 3e festival de 1948, une épreuve de relais a lieu avec le drapeau officiel du tournoi, mais disparaît à partir du 27e festival de 1972. Depuis, seul le relais de torche a lieu.

### Notation et récompenses
Les points sont attribués en fonction des résultats de chaque épreuve individuelle et la somme de ces points est la méthode de compétition pour les coupes de l'Empereur et de l'Impératrice. 10 points sont attribués uniquement pour la participation à chaque épreuve du festival (ce qui inclut les block-tournaments). Aucun n'est attribué pour la participation aux block-tournaments si le participant est éligible pour participer au tournoi principal. Au 64e festival, le nombre maximal de points de participation est établi à 400. Le nombre de points pour les victoires diffère selon les disciplines.
Outre les deux trophées principaux, chacun discipline attribue des trophées et certificats aux athlètes victorieux.

## Critiques et problèmes

### Principe de la victoire à domicile
Depuis le festival de 1964 dans la préfecture de Niigata, l'équipe hôte a toujours (sauf une fois) remporté les coupes de l'Empereur et de l'Impératrice. Ce n'est pas simplement dû aux scores préliminaires de cette équipe, mais à d'autres facteurs comme la possibilité de faire participer ses athlètes dans chaque épreuve et la possibilité d'entraîner les athlètes avec les fonds destinés aux nouvelles institutions comme les équipements sportifs et la gestion des événements. De plus, Nobu Nishimura, le vice-gouverneur de la préfecture de Yamaguchi qui a accueilli le festival en 2011, a déclaré que les « préfectures hôtes ont un avantage au festival avec les arbitres (qui décident du résultats des épreuves) » et que « même s'il y a tricherie, elles ont la première place ». Quand sa déclarations a été critiquée, il a répondu en disant « Je voulais dire qu'il y a une tendance qui donne l'avantage aux préfectures hôtes, pas qu'elles sont autorisées à enfreindre les règles ».
En conséquence, le gouverneur de la préfecture de Kōchi, Daijirō Hashimoto, a aboli ces avantages lors du festival de 2002, la préfecture hôte de Kōchi a terminé à la 10e place et Tokyo a remporté le festival. Cependant, c'est la seule fois qu'une situation pareille s'est produite.

### Constructions de grandes infrastructures sportives
Récemment, beaucoup de préfecture hôtes ont construit de grandes infrastructures sportives pour accueillir les épreuves du festival, en portant une grande attention sur la décoration. Par exemple le stade Nagai, le stade de Miyagi, le stade d'Oita, le stade Denka, le stade Ecopa de Shizuoka et le stade Nissan. Ils sont généralement reconnus comme ayant été construit pour la coupe du monde de football de 2002, mais en réalité leur construction a été décidé pour être la principale infrastructure des festivals (cependant le stade Nissan a été construit dans l'intention d'accueillir possiblement les Jeux olympiques, et le stade Nagai a été rénové plutôt que construit à partir de zéro). Les stades susmentionnées sont aussi parfois utilisés comme base pour les équipes japonaises de football mais d'autres stades ne sont plus très utilisés après le festival. Bien qu'aucun événement sportif important n'est programmé après le festival, de grandes sommes d'argent des contribuables sont destinées à leur entretien.

## Histoire du festival

### Ancêtre
Avant la guerre, les Jeux du sanctuaire Meiji existent de 1924 1942. Il n'y a pas de tournoi d'hiver et ils ont lieu dans les régions du Kantō avec pour règle générale de commencer dans les jardins extérieurs du sanctuaire Meiji (situés entre les arrondissements de Shibuya et de Shinjuku à Tokyo).

### Création
Le 26 décembre 1945, au gymnase commémoratif de Kishi, Ryōzō Hiranuma (en) (directeur de l'association sportive japonaise), Izutarō Suehiro (président de la fédération japonaise de natation (en)), Sanburō Kiyose, Tatsuo Hisatomi et Keijirō Ishida, qui sont tous des membres importants de l'administration sportive depuis la fin de la guerre, proposent d'organiser une compétition sportive nationale durant les discussions sur la place du sport après-guerre.
En 1946, le groupe commence des discussions informelles avec Hiromu Kasuga, le président de la fédération sportive du Kansai, et forme un conseil de direction. Après étude de sa proposition et l'approbation des autorités d'occupations américaines, il reçoit 400 000 yens du gouvernement pour aider aux frais et le premier festival est organisé.

### Histoire du festival
La remise des coupes de l'Empereur et de l'Impératrice dépende de la préfecture. Aux 1er, 2e festival, et au festival spécial de 1973, aucune n'est remise. Aux 6e, 7e, et 8e festival, le tournoi d'hiver est divisé entre l'été et l'automne. Au 9e festival, il est divisé de nouveau avec séparation des épreuves de natation.
Toute préfecture qui est en mesure d'accueillir les tournois d'hiver, d'été et d'automne ont une marque ☆ au début de leurs noms de tournoi.
Les noms du tournoi sont généralement une référence au tournoi d'automne. Il est possible que les tournois d'hiver ont un nom différent, surtout s'ils ont lieu ailleurs.
Les tournois surlignés en bleu sont ceux où l'hôte n'a pas gagné la coupe de l'Empereur.
| Édition | Année | Hôte                               | Nom                                                         | Slogan | Coupe de l'Empereur | Coupe de l'Impératrice |
| ------- | ----- | ---------------------------------- | ----------------------------------------------------------- | --- | ------------------- | ---------------------- |
| 1       | 1946  | Kyoto, Osaka et Kobé.              | 近畿国体 (Kinki Kokutai)                                    | Aucun | N/A                 | N/A                    |
| 2       | 1947  | Ishikawa                           | 石川国体 (Ishikawa Kokutai)                                 | Aucun | N/A                 | N/A                    |
| 3       | 1948  | Fukuoka                            | 福岡国体 (Fukuoka Kokutai)                                  | Aucun | Tokyo               | Kyoto                  |
| 4       | 1949  | Tokyo                              | 東京国体 (Toukyou Kokutai)                                  | Aucun | Tokyo               | Tokyo                  |
| 5       | 1950  | Aichi                              | 愛知国体 (Aichi Kokutai)                                    | Aucun | Tokyo               | Tokyo                  |
| 6       | 1951  | Hiroshima                          | 広島国体 (Hiroshima Kokutai)                                | Aucun | Hokkaido (hiver)    | Hokkaido (hiver)       |
| 6       | 1951  | Hiroshima                          | 広島国体 (Hiroshima Kokutai)                                | Aucun | Tokyo (été/automne) | Tokyo (été/automne)    |
| 7       | 1952  | Fukushima, Miyagi and Yamagata     | 東北3県国体 (Touhoku Sanken Kokutai)                        | Aucun | Hokkaido (hiver)    | Hokkaido (hiver)       |
| 7       | 1952  | Fukushima, Miyagi and Yamagata     | 東北3県国体 (Touhoku Sanken Kokutai)                        | Aucun | Tokyo (été/automne) | Tokyo (été/automne)    |
| 8       | 1953  | Ehime, Kagawa, Tokushima and Kochi | 四国国体 (Shikoku Kokutai)                                  | Aucun | Hokkaido (hiver)    | Hokkaido (hiver)       |
| 8       | 1953  | Ehime, Kagawa, Tokushima and Kochi | 四国国体 (Shikoku Kokutai)                                  | Aucun | Tokyo (été/automne) | Tokyo (été/automne)    |
| 9       | 1954  | Hokkaido                           | 北海道国体 (Hokkaidou Kokutai)                              | Aucun | Hokkaido (hiver)    | Hokkaido (hiver)       |
| 9       | 1954  | Hokkaido                           | 北海道国体 (Hokkaidou Kokutai)                              | Aucun | Nara (natation)     | Nara (natation)        |
| 9       | 1954  | Hokkaido                           | 北海道国体 (Hokkaidou Kokutai)                              | Aucun | Tokyo (été/automne) | Tokyo (été/automne)    |
| 10      | 1955  | Kanagawa                           | 神奈川国体 (Kanagawa Kokutai)                               | Aucun | Tokyo               | Tokyo                  |
| 11      | 1956  | Hyogo                              | 兵庫国体 (Hyougo Kokutai)                                   | Aucun | Tokyo               | Tokyo                  |
| 12      | 1957  | Shizuoka                           | 静岡国体 (Shizuoka Kokutai)                                 | Aucun | Shizuoka            | Tokyo                  |
| 13      | 1958  | Toyama                             | 富山国体 (Toyama Kokutai)                                   | Aucun | Tokyo               | Tokyo                  |
| 14      | 1959  | Tokyo.                             | 東京国体 (Toukyou Kokutai)                                  | Aucun | Tokyo               | Tokyo                  |
| 15      | 1960  | Kumamoto                           | 熊本国体 (Kumamoto Kokutai)                                 | Aucun | Tokyo               | Tokyo                  |
| 16      | 1961  | Akita                              | 秋田国体 (Akita Kokutai)                                    | 明るい国体 (Akarui Kokutai)                                                                                            | Tokyo               | Tokyo                  |
| 17      | 1962  | Okayama                            | 岡山国体 (Okayama Kokutai)                                  | 歴史をつくる岡山国体 (Rekishi wo Tsukuru Okayama Kokutai)                                                              | Tokyo               | Tokyo                  |
| 18      | 1963  | Yamaguchi                          | 山口国体 (Yamaguchi Kokutai)                                | 友愛・奉仕・躍進 (Yuuai・Houshi・Yakushin)                                                                             | Tokyo               | Tokyo                  |
| 19      | 1964  | Niigata                            | 新潟国体 (Niigata Kokutai)                                  | 国体へ県民一致の力こぶ (Kokutai e Kenmin Icchi no Chikara Kobu)                                                        | Niigata             | Niigata                |
| 20      | 1965  | Gifu                               | 岐阜国体 (Gifu Kokutai)                                     | 明るく つよく 美しく (Akaruku Tsuyoku Utsukushiku)                                                                     | Gifu                | Gifu                   |
| 21      | 1966  | Oita                               | 剛健国体 (Gouken Kokutai)                                   | 剛健・友愛・信義 (Gouken・Yuuai・Shingi)                                                                               | Oita                | Tokyo                  |
| 22      | 1967  | Saitama                            | 清新国体 (Seishin Kokutai)                                  | 成功させよう埼玉国体・まごころで迎えよう埼玉国体 (Seikousaseyou Saitama Kokutai・Magokoro de Mukaeyou Saitama Kokutai) | Saitama             | Saitama                |
| 23      | 1968  | Fukui                              | 親切国体 (Shinsetsu Kokutai)                                | 明るくきよくたくましく (Akaruku Kiyoku Takumashiku)                                                                    | Fukui               | Tokyo                  |
| 24      | 1969  | Nagasaki                           | 創造国体 (Souzou Kokutai)                                   | あすをひらく創造国体 (Asu wo Hiraku Souzou Kokutai)                                                                    | Nagasaki            | Nagasaki               |
| 25      | 1970  | Iwate                              | みちのく国体 (Michinoku Kokutai)                            | 誠実 明朗 躍進 (Seijitsu Meirou Yakushin)                                                                              | Iwate               | Osaka                  |
| 26      | 1971  | Wakayama                           | 黒潮国体 (Kuroshio Kokutai)                                 | 明るく・豊かに・たくましく (Akaruku・Yutakani・Takumashiku)                                                            | Wakayama            | Osaka                  |
| 27      | 1972  | Kagoshima                          | 太陽国体 (Taiyou Kokutai)                                   | 明るく たくましく うるわしく (Akaruku Takumashiku Uruwashiku)                                                          | Kagoshima           | Kagoshima              |
| Sp.     | 1973  | Okinawa                            | 若夏国体 (Wakanatsu Kokutai)                                | 強く、明るく、新しく (Tsuyoku, Akaruku, Atarashiku)                                                                    | N/A                 | N/A                    |
| 28      | 1973  | Chiba                              | 若潮国体 (Wakashio Kokutai)                                 | 輝く心 輝く力 輝く太陽 (Kagayaku Kokoro Kagayaku Chikara Kagayaku Taiyou)                                              | Chiba               | Tokyo                  |
| 29      | 1974  | Ibaraki                            | 水と緑のまごころ国体 (Mizu to Midori no Magokoro Kokutai)   | Aucun | Ibaraki             | Ibaraki                |
| 30      | 1975  | Mie                                | 三重国体 (Mie Kokutai)                                      | Aucun | Mie                 | Mie                    |
| 31      | 1976  | Saga                               | 若楠国体 (Wakakusu Kokutai)                                 | さわやかに すこやかに おおらかに (Sawayakani Sukoyakani Oorakani)                                                      | Saga                | Tokyo                  |
| 32      | 1977  | Aomori                             | ☆あすなろ国体 (Asunaro Kokutai)                             | 心ゆたかに力たくましく (Kokoro Yutakani Chikara Takumashiku)                                                           | Aomori              | Aomori                 |
| 33      | 1978  | Nagano                             | ☆やまびこ国体 (Yamagiko Kokutai)                            | 日本の屋根に手をつなぐ (Nihon no Yane ni Te wo Tsunagu)                                                                | Nagano              | Nagano                 |
| 34      | 1979  | Miyazaki                           | 日本のふるさと宮崎国体 (Nihon no Furusato Miyazaki Kokutai) | 伸びる心、伸びる力、伸びる郷土 (Nobiru Kokoro, Nobiru Chikara, Nobiru Gyoudo)                                          | Miyazaki            | Miyazaki               |
| 35      | 1980  | Tochigi                            | 栃の葉国体 (Tochinohana Kokutai)                            | のびる力 むすぶ心 ひらくあした (Nobiru Chikara Musuba Kokoro Hiraku Ashita)                                            | Tochigi             | Tochigi                |
| 36      | 1981  | Shiga                              | びわこ国体 (Biwako Kokutai)                                 | 水と緑にあふれる若さ (Mizu to Midori ni Afureru Wakasa)                                                                | Shiga               | Shiga                  |
| 37      | 1982  | Shimane                            | くにびき国体 (Kunibiki Kokutai)                             | このふれあいが未来をひらく (Kono Fureai ga Mirai wo Hiraku)                                                            | Shimane             | Shimane                |
| 38      | 1983  | Gunma                              | ☆あかぎ国体 (Akagi Kokutai)                                 | 風に向かって走ろう (Kaze ni Mukatte Hashirou)                                                                          | Gunma               | Gunma                  |
| 39      | 1984  | Nara                               | わかくさ国体 (Wakakusa Kokutai)                             | 駆けよ大和路 はばたけ未来 (Kakeyo Yamato Michi Habatake Mirai)                                                         | Nara                | Nara                   |
| 40      | 1985  | Tottori                            | わかとり国体 (Wakatori Kokutai)                             | 明日へ向かって はばたこう (Asu e Mukatte Habatakou)                                                                    | Tottori             | Tottori                |
| 41      | 1986  | Yamanashi                          | かいじ国体 (Kaiji Kokutai)                                  | ふれあいの場をひろげよう (Fureai no Ba wo Hirogeyou)                                                                   | Yamanashi           | Yamanashi              |
| 42      | 1987  | Okinawa                            | 海邦国体 (Mikuni Kokutai)                                   | きらめく太陽、ひろがる友情 (Kirameku Taiou, Hirogaru Yuujou)                                                           | Okinawa             | Okinawa                |
| 43      | 1988  | Kyoto                              | 京都国体 (Kyouto Kokutai)                                   | 新しい歴史に向かって走ろう (Atarashii Rekishi ni Mukatte Hashirou)                                                     | Kyoto               | Kyoto                  |
| 44      | 1989  | Hokkaido                           | ☆はまなす国体 (Hamanasu Kokutai)                            | 君よ今、北の大地の風となれ (Kimi Yo Ima, Kita no Daichi no Kaze to Nare)                                               | Hokkaido            | Hokkaido               |
| 45      | 1990  | Fukuoka                            | とびうめ国体 (Tobi Ume Kokutai)                             | ときめき 出会い みなぎる力 (Tokimeki Deai Minagiru Chikara)                                                            | Fukuoka             | Fukuoka                |
| 46      | 1991  | Ishikawa                           | 石川国体 (Ishikawa Kokutai)                                 | すばらしき 君の記録に わが拍手 (Subarashiki Kimi no Kiroku ni Waga Hakushu)                                            | Ishikawa            | Ishikawa               |
| 47      | 1992  | Yamagata                           | ☆べにばな国体 (Benibana Kokutai)                            | 思いっきり躍動 21世紀の主役たち (Omoikkiri Yakudou 21 Seiki no Shuyakutachi)                                           | Yamagata            | Yamagata               |
| 48      | 1993  | Kagawa and Tokushima               | 東四国国体 (Higashi Shikoku Kokutai)                        | 出会い 競い そして未来へ (Deai Kisou Soshite Mirai e)                                                                  | Kagawa              | Kagawa                 |
| 49      | 1994  | Aichi                              | わかしゃち国体 (Wakashiccha Kokutai)                        | いい汗キャッチ!生き生き愛知 (Ii Ase Kyacchi! Ikiiki Aichi)                                                             | Aichi               | Aichi                  |
| 50      | 1995  | Fukushima                          | ☆ふくしま国体 (Fukushima Kokutai)                           | 友よほんとうの空にとべ! (Tomo Yo Hontou no Sora ni Tobe!)                                                              | Fukushima           | Fukushima              |
| 51      | 1996  | Hiroshima                          | ひろしま国体 (Hiroshima Kokutai)                            | いのちいっぱい、咲きんさい! (Inochippoi, Sakinsai!)                                                                    | Hiroshima           | Hiroshima              |
| 52      | 1997  | Osaka                              | なみはや国体 (Namihaya Kokutai)                             | おおさか ふれ愛 夢づくり (Oosaka Fureai Yumedzukuri)                                                                   | Osaka               | Osaka                  |
| 53      | 1998  | Kanagawa                           | かながわ・ゆめ国体 (Kanagawa・Yume Kokutai)                 | おお汗 こ汗 (Oo Ase Ko Ase)                                                                                            | Kanagawa            | Kanagawa               |
| 54      | 1999  | Kumamoto                           | くまもと未来国体 (Kumamoto Mirai Kokutai)                   | 人、光る。 (Hito, Hikaru.)                                                                                             | Kumamoto            | Kumamoto               |
| 55      | 2000  | Toyama                             | 2000年とやま国体 (2000 Nen Toyama Kokutai)                  | あいの風 夢のせて (Ai no Kaze Yume Nosete)                                                                             | Toyama              | Toyama                 |
| 56      | 2001  | Miyagi                             | 新世紀・みやぎ国体 (Shinseiki・Miyagi Kokutai)              | いいね!その汗、その笑顔 (Ii ne! Sono Ase, Sono Egao)                                                                   | Miyagi              | Miyagi                 |
| 57      | 2002  | Kochi                              | よさこい高知国体 (Yosakoi Kouchi Kokutai)                   | いしん前進 (Ishin Zenshin)                                                                                             | Tokyo               | Tokyo                  |
| 58      | 2003  | Shizuoka                           | NEW!!わかふじ国体 (NEW!! Wakafuji Kokutai)                  | “がんばる”が好き ("Ganbaru" ga Suki)                                                                                   | Shizuoka            | Shizuoka               |
| 59      | 2004  | Saitama                            | 彩の国まごころ国体 (Sai no Kuni Magokoro Kokutai)           | とどけ この夢 この歓声 (Todoke Kono Yume Kono Kansei)                                                                  | Saitama             | Saitama                |
| 60      | 2005  | Okayama                            | 晴れの国おかやま国体 (Hare no Kuni Okayama Kokutai)         | あなたがキラリ☆ (Anata ga Kirari)                                                                                      | Okayama             | Okayama                |
| 61      | 2006  | Hyogo                              | のじぎく兵庫国体 (Nojigiku Hyougo Kokutai)                  | “ありがとう”心から・ひょうごから ("Arigatou" Kokoro kara・Hyougo kara)                                                 | Hyogo               | Hyogo                  |
| 62      | 2007  | Akita                              | 秋田わか杉国体 (Akita Wakasugi Kokutai)                     | 君のハートよ位置につけ (Kimi no Ha-to yo Ichi ni Tsuke)                                                                | Akita               | Akita                  |
| 63      | 2008  | Oita                               | チャレンジ!おおいた国体 (Charenji! Ooita Kokutai)           | ここから未来へ 新たな一歩 (Koko kara Mirai e Aratana Ippou)                                                            | Oita                | Oita                   |
| 64      | 2009  | Niigata                            | トキめき新潟国体 (Tokimeki Niigata Kokutai)                 | トキはなて 君の力を 大空へ (Tokihanate Kimi no Chikara wo Oozora e)                                                    | Niigata             | Niigata                |
| 65      | 2010  | Chiba                              | ゆめ半島千葉国体 (Yume Hantou Chiba Kokutai)                | 今 房総の風となり この一瞬に輝きを (Ima Fusafusa no Kaze to Nari Kono Isshun ni Kagayaki wo Kokutai)                   | Chiba               | Chiba                  |
| 66      | 2011  | Yamaguchi                          | おいでませ!山口国体 (Oidemase! Yamaguchi Kokutai)           | 君の一生けんめいに会いたい (Kimi no Isshoukenmei ni Aitai)                                                             | Yamaguchi           | Yamaguchi              |
| 67      | 2012  | Gifu                               | ☆ぎふ清流国体 (Gifu Seiryuu Kokutai)                        | 輝け はばたけ だれもが主役 (Kagayake Habatake Daremo ga Shuyaku)                                                       | Gifu                | Gifu                   |
| 68      | 2013  | Tokyo                              | スポーツ祭東京2013 (Supo-tsu Matsuri Toukyou 2013)          | | Tokyo               | Tokyo                  |
| 69      | 2014  | Nagasaki                           | 長崎がんばらんば国体 (Nagasaki Ganbaranba Kokutai)          | 君の夢 はばたけ今 ながさきから (Kimi no Yume Habatake Ima Nagasaki kara)                                               | Nagasaki            | Tokyo                  |
| 70      | 2015  | Wakayama                           | 紀の国わかやま国体 (Ki no Kuni Wakayama Kokutai)            | 躍動と歓喜、そして絆 (Yakudou to Kanki, Soshite Kizuna)                                                                | Wakayama            | Tokyo                  |
| 71      | 2016  | Iwate                              | 希望郷いわて国体 (Kibou Sato Iwate Kokutai)                 | 広げよう 感動。伝えよう 感謝 (Hirogeyou Kandou. Tsutaeyou Kansha)                                                      | À confirmer         | À confirmer            |
| 72      | 2017  | Ehime                              | 愛顔つなぐえひめ国体 (Egao Tsunagu Ehime Kokutai)           | 君は風 いしづちを駆け 瀬戸に舞え (Kimi no Kaze Ishidzuchi wo Kake Seto ni Mae)                                         | À confirmer         | À confirmer            |
| 73      | 2018  | Fukui                              | 福井しあわせ元気国体 (Fukui Shiawase Genki Kokutai)         | 織りなそう 力と技と美しさ (Orinasou Chikara to Wagi to Utsukushisa)                                                    | À confirmer         | À confirmer            |
| 74      | 2019  | Ibaraki                            | À confirmer                                                 | À confirmer | À confirmer         | À confirmer            |
| 75      | 2020  | Kagoshima                          | À confirmer                                                 | À confirmer | À confirmer         | À confirmer            |
| 76      | 2021  | Mie                                | À confirmer                                                 | À confirmer | À confirmer         | À confirmer            |
| 77      | 2022  | Tochigi                            | À confirmer                                                 | À confirmer | À confirmer         | À confirmer            |
| 78      | 2023  | À confirmer                        | À confirmer                                                 | À confirmer | À confirmer         | À confirmer            |
| 79      | 2024  | Shiga                              | À confirmer                                                 | À confirmer | À confirmer         | À confirmer            |

1. 1 2  Pour le premier festival, comme le programme principal est établi pour suivre l'année fiscale, le programme du tournoi d'hiver est prévu après le tournoi d'automne (donc l'ordre devait être été → automne → hiver, mais en raison d'un problème de transport des participants, le tournoi d'hiver n'a pas eu lieu). Ce fut un programme similaire aux Jeux du sanctuaire Meiji d'avant-guerre. De ce fait, lors du deuxième festival, à partir duquel un système de calendrier est mis en place, il n'y a aucun tournoi d'hiver. À partir du troisième festival, le tournoi d'hiver est programmé, donnant l'ordre du tournoi de hiver → été → automne
2. ↑  En raison du typhon Vera, Aichi, Mie et Gifu n'ont pas participé
3. ↑  Comme Tokyo accueille les Jeux olympiques d'été de 1964, le tournoi d'automne est déplacé au mois de juin. Bien que le tournoi d'été est annulé en raison du séisme de 1964 à Niigata qui a lieu à l'époque
4. ↑  Le festival commémore le retour d'Okinawa et d'autres îles du Japon après la fin de l'occupation américaine

## Objets de commémoration

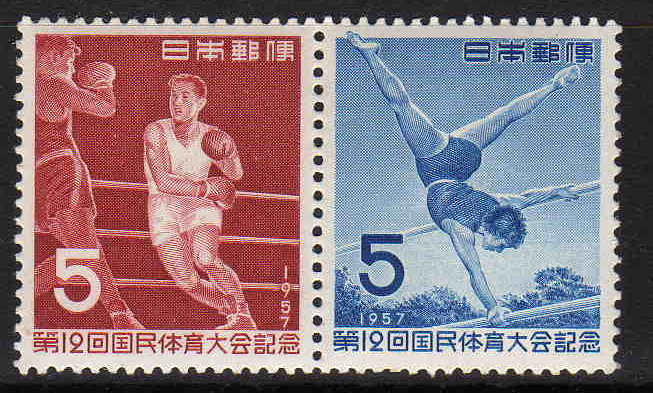
Timbres commémoratifs du 12e festival (1957).

A l'exception du premier festival, des timbres commémoratifs ont généralement été émis pour le tournoi d'automne. Pour les 2e et 5e festivals, 4 types de timbres sont édités (seul le 3e festival a 5 types pour le tournoi d'hiver en plus). Du 6e au 21e festival, il y a deux types de timbres édités, et depuis lors, il y a un type de timbre édité pour chaque festival.
Les compagnies ferroviaires régionales éditent également des articles commémoratifs tels que des billets de train.

## Mascottes
Chaque festival a généralement sa mascotte unique pour renforcer le lien avec le public. La première mascotte, une chèvre sans nom, apparaît au 30e festival de 1975 dans la préfecture de Mie mais elle est mentionnée comme étant un « animal-marque ». Au 38e festival, accueilli par la préfecture de Gunma en 1983, la première mascotte nommée apparaît, un cheval appelé Gunma-chan. Depuis lors, avoir une mascotte avec un nom est devenu la norme. Il n'y a cependant aucune mascotte entre les 31e et le 37e festivals.
Récemment, en raison de l'explosion du phénomène des mascottes (Yuru-chara), les mascottes sont devenues les mascottes officielles des préfectures dans certains domaines. Il y a aussi de nombreuses mascottes qui étaient déjà utilisées avant le festival.

## Musique des cérémonies
Lors des cérémonies d'ouverture et de clôture, la musique utilisée est inédite pour chaque festival. Elle accompagne l'entrée de la torche et des athlètes dans l'arène.
En plus de cela, il y a souvent le cas où un chanteur local chante, ainsi que des chansons qui correspondent au thème du festival.

## Diffusion à la télévision
- Il y a généralement une émission quotidienne tout au long du festival de 15 à 16 h sur NHK Educational TV donnant des informations sur un ou deux événements de ce jour-là. La cérémonie d'ouverture est cependant diffusée sur NHK General TV.
- Les jours où il y a des épreuves plutôt que les cérémonies d'ouverture et de clôture, les locaux et équipement des chaines de télévision de cette préfecture sont utilisées. Des présentateurs de ces chaines (normalement un homme et une femme, ou tout simplement une seule personne) prennent le rôle de l'hôte et présente la progression des événements du festival. Le format général de diffusion suit un flux simple. Le résumé du programme, ainsi que la présentation des athlètes principaux, de la principale arène sportive de ce jour-là, et les résultats d'autres événements et d'autres sujets.

## Disciplines
Les disciplines en gras sont présents depuis le premier tournoi.
- Ski
  - Slalom géant
  - Saut spécial
  - Ski de fond
  - Combiné nordique
  - Ski de bosses (discipline d'ouverture)
  - Snowboard (discipline d'ouverture)
- Biathlon (discipline d'ouverture)
- Patinage
  - Patinage de vitesse
  - Patinage de vitesse sur piste courte
  - Patinage artistique
- Hockey sur glace
- Softball
- Football
- Athlétisme
- Natation
  - Natation
  - Plongeon
  - Natation synchronisée
  - Water-polo
- Tennis
- Aviron
- Hockey sur gazon
- Boxe
- Volley-ball
- Gymnastique
- Basket-ball
- Lutte
- Voile
- Haltérophilie
- Handball
- Cyclisme
- Soft tennis
- Tennis de table
- Sumo
- Équitation
- Escrime
- Judo
- Badminton
- Kyūdō
- Tir à la carabine
- Kendō
- Rugby
- Alpinisme
- Canoë
- Tir à l'arc
- Karaté
- Jūkendō
- Ball-trap
- Naginata
- Bowling
- Golf
- Baseball pour lycéens (discipline d'ouverture)
- Beach-volley (discipline d'ouverture)
- Triathlon (discipline d'ouverture)

### Disciplines supprimées
- Football américain - uniquement au 1er festival
- Touch football américain - uniquement au 2e festival
- Baseball pour entreprises- uniquement aux trois premiers festivals
- Shinai Kyōgi

### Démonstrations de disciplines
Il y a normalement autour de 20 démonstrations de disciplines pendant le tournoi d'automne. La tendance est d'organiser des événements qui font le meilleur usage des caractéristiques locales.
- Pétéca
- Course d'orientation
- Séance de super aérobique
- Danse récréative
- Sarbacane de sécurité de Houston
- Tennis de table récréatif
- Deltaplane・Parapente
- Tennis ESCI
- Soft volley-ball
- Golf à cible d'oiseau
- Sports chanbara
- Marche à pied
- Futsal
- Kayak de mer
- Gateball
- Wushu
- Golf Ground
- Tir à la corde
- Mini softball
- Mini tennis
- Danse traditionnelle
- Duathlon
- Kin-ball
- Tee-ball
- Mini volley-ball
- Golf Cayman
- Golf Mallet
- Curling
- Frisbee (Dodgebee)
- Taspony
- Cyclisme
- Wakeboard
- Pétanque
- Billard
- Skateboard
- Patinage à roulettes
- Tennis Bound
- Padel
- Football de plage
- Beachball volley-ball
- Surf
- Softball sénior
- Néo-tennis
- Force athlétique
- Fléchettes
- BMX
- Trampoline
- Taidō
- Spolec
- Floorball
- Callisthénie radio
- Gymnastique rythmique
- Gymnastique 3B
- Triathlon
- Courses de 5km et 10km
- Karaté protégé

Sports mixtes
- Balle aux prisonniers
- Softball
- Football
- Handball

Handisport
- Football pour aveugles (en)
- Foot fauteuil
- Handisoftball
- Handigolf

Hiver
- Snowboard
- Ski acrobatique
- Curling

### Futurs festival
- Depuis le festival de 2013 de Tokyo, le softball, le naginata, le jūkendō et le triathlon sont tenus semestriellement.
- Il existe des débats sur l'organisation d'épreuves féminines auxquelles il y a des équivalents aux Jeux olympiques. Les épreuves féminines ont été ajoutées pour le judo (en 1991) et le football (en 1997). Il y a en projet de le faire également pour le rugby à 7, le cyclisme et la lutte, qui sont actuellement des disciplines de démonstrations.
- En ce qui concerne les sections de la jeunesse, il y a des débats pour limiter le nombre de participants, en raison d'une sur-représentation.

## Extras
- Si l'employé à temps plein d'une entreprise à temps plein participe à un festival en tant que joueur, entraîneur, arbitre, juge, officiel, etc., il a droit à un congé spécial.
- Dans le cas des sports d'équipe, il est de coutume pour les équipes gagnantes de rester inchangées dans les festivals suivants. C'est cependant aux fédérations sportives des préfectures hôtes de décider.